# Garfinckel, Brooks Brothers, Miller & Rhoads
Garfinckel, Brooks Brothers, Miller & Rhoads, Inc. was een Amerikaans retailconglomeraat gevestigd in Washington D.C., dat bestond van 1967 tot 1981.

## Geschiedenis
Het conglomeraat werd in 1967 gevormd, toen Julius Garfinckel & Co., die in 1946 de speciaalzaak voor herenmode Brooks Brothers had gekocht, de in Richmond, Virginia gevestigde keten Miller & Rhoads overnam. In 1968 exploiteerde het conglomeraat 29 warenhuizen en speciaalzaken, verdeeld over vier divisies. De vierde divisie was De Pinna. In 1950 nam Garfinckel's de winkels van De Pinna over, maar sloot de drie kledingwinkels in die divisie in 1969. In datzelfde jaar nam het de keten Miller, Inc. uit Knoxville, Tennessee over. Die keten met zes winkels werd later, in 1973, omgedoopt tot Miller's of Tennessee, na de overname van Miller Brothers of Chattanooga. 
Het conglomeraat bleef in de jaren 1970 groeien en werd een uiterst winstgevende onderneming. Als onderdeel van een agressief expansieprogramma werd in 1971 de in Washington D.C. gevestigde Joseph R. Harris Co. overgenomen; een kledingketen met elf winkels, negen in de omgeving van Washington en winkels in Atlanta en Charlotte (North Carolina). Die keten was eigendom van een kledingretailer uit Washington D.C. waarvan de oprichter, Joseph R. Harris, nauwe banden had met de leiding van Garfinckel. Het jaar daarop werd Harzfeld's, een keten van zes luxe dames- en kinderkledingwinkels gevestigd in Kansas City (Missouri) voor $ 3 miljoen overgenomen. In 1973 exploiteerde het conglomeraat 66 winkels in 14 staten en het District of Columbia. Nadat in 1974 twee Gus Meyer-winkels in Oklahoma City en Tulsa (Oklahoma) waren overgenomen (die later zouden worden samengevoegd tot Harzfeld's), waren er landelijk 86 winkels. In 1977 breidde het conglomeraat flink uit met de overname van de 27 winkels tellende Ann Taylor damesmodeketen en 73 Catherine's Stout Shoppe-winkels, een keten die gespecialiseerd is in modekleding in grote maten. De eerste werd dat jaar gekocht voor $ 14 miljoen en de tweede voor $ 23,4 miljoen. Dat jaar bestond het bedrijf uit 192 winkelunits. Ondanks de economische crisis in 1976-1977 was het conglomeraat het meest winstgevende in zijn geschiedenis.
Vanwege de winstgevendheid kreeg het beursgenoteerde bedrijf veel aandacht op Wall Street. In 1978 deed de in Minneapolis, Minnesota gevestigde retailer Gamble-Skogmo, Inc. een overnamepoging; de derde poging in die zin in 1977-1978. Gamble-Skogmo kocht 20 procent van de aandelen van de familie Joseph R. Harris en verwierf daarmee een controlerend belang in het conglomeraat. Een rechtszaak resulteerde in een overeenkomst dat Gamble-Skogmo geen aandelen meer in Garfinckel's zou verwerven.  Het jaar daarop verkocht Garfinckel's Joseph R. Harris Co., destijds omgedoopt tot Harris & Friends, aan Petrie Stores Corp. uit Cleveland, Ohio. Harris had destijds 26 winkels in Maryland, Virginia, North Carolina, Pennsylvania, Georgia en het District of Columbia. 
De laatste grote overname van het conglomeraat was de in Texas gevestigde modeketen Frost Bros., met zeven winkels, voor $ 27,2 miljoen in 1980. In 1981 bestond het conglomeraat uit bijna 190 winkels in zeven ketens. Aanvankelijk onderhandelde Garfinckel's met Allied over de verkoop van zijn 22 Miller & Rhoads-warenhuizen. In augustus van dat jaar nam Allied Stores Garfinckel, Brooks Brothers, Miller & Rhoads, Inc. over voor $228 miljoen. Met deze transactie verwierven ze 178 warenhuizen en 48 speciaalzaken in 28 staten. De werkelijke reden waarom Allied het conglomeraat kocht, was dat ze door middel van due diligence hadden vastgesteld dat Brooks Brothers het meest winstgevende bezit in de portefeuille was, zoals ze hadden verwacht. Allied behield Brooks Brothers en liquideerde de rest van het bedrijf.

## Divisies
- Ann Taylor – New York (verworven in 1977)
- Brooks Brothers – New York (oorspronkelijke divisie, gekocht door Garfinckel's in 1946)
- Catherine's Stout Shoppe – keten gevestigd in Nashville, Tennessee (overgenomen in 1977)
- De Pinna – New York (oorspronkelijke divisie, gekocht door Garfinckel's in 1950, gesloten in 1969; winkels op Fifth Avenue en 52nd Street, New York; Eastchester, New York; en Fort Lauderdale, Florida)
- Frost Bros. – Texas (verworven in 1980)
- Garfinckel's – Washington, DC
- Harzfeld's – Kansas City, Missouri (overgenomen in 1972)
- Joseph R. Harris Co. –Washington, DC (verworven in 1971, verkocht in 1979 aan Petrie Stores)
- Miller & Rhoads – Richmond, Virginia
- Miller Brothers of Chattanooga – Chattanooga, Tennessee (overgenomen in 1969, in 1973 samengevoegd met Miller's Inc.)
- Miller, Inc. – Knoxville, Tennessee (overgenomen in 1969, gecombineerd in 1973 met Miller Brothers of Chattanooga)
- Miller's Department Store – (opgericht op 1 augustus 1973, uit de fusie van Miller Brothers of Chattanooga en Miller, Inc.; bij de oprichting had het 11 winkels en 2 speciaalzaken in oostelijk Tennessee, Georgia, Virginia en North Carolina)